# Tetradactylus ellenbergeri
Tetradactylus ellenbergeri är en ödleart som beskrevs av Angel 1922. Tetradactylus ellenbergeri ingår i släktet Tetradactylus och familjen sköldödlor. Inga underarter finns listade i Catalogue of Life.
Arten förekommer i Afrika från Angola över Zambia och södra Kongo-Kinshasa till södra Tanzania. Honor lägger ägg.